# آزمون پذیرش مدرسه حقوق
آزمون پذیرش مدرسه حقوق (به انگلیسی: Law School Admission Test> و به اختصار: LSAT) یک آزمون استاندارد نیمه-روزه است که سالانه هفت‌بار در مراکز تعیین شده این آزمون در چند کشور جهان برگزار می‌شود. این امتحان از سوی مرکزی به نام شورای پذیرش دانشکده حقوق (به انگلیسی: The Law School Admission Council (LSAC)) که در ایالات متحده مستقر است برگزار گردیده و سطح دانش متقاضیان تحصیل رشته حقوق را از حیث منطق، درک مطلب، تطبیق مسائل و نوشتار بررسی می‌نماید. قبولی در این آزمون از موارد الزامی تقریباً تمامی دانشکده‌های حقوق آمریکا، کانادا و استرالیا برای ورود به دانشگاه در این رشته می‌باشد. این آزمون به‌نوعی از سال ۱۹۴۸ میلادی شکل گرفته و از سال ۱۹۹۱ تاکنون با یک ترتیب برگزار شده‌است. از ژوئن سال ۲۰۱۷ میلادی این آزمون در ماه‌های ژانویه، مارس، ژوئن، جولای، سپتامبر و نوامبر برگزار می‌شود.

## تاریخچه
برگزاری سراسری این آزمون نتیجهٔ تلاش‌های فرانک بولز مدیر پذیرش مدرسه حقوق کلمبیا بود. او در جستجوی یافتن یک آزمون پذیرش بود که جایگزین آزمون سال ۱۹۴۵ شود. سرانجام با دعوت کردن نمایندگان دانشکده حقوق دانشگاه هاروارد و دانشگاه ییل طرح‌ریزی این آزمون را آغاز کردند.

## ساختار آزمون
این آزمون شامل ۶ بخش است که مشتمل بر پنج بخش ۳۵ دقیقه‌ای چند گزینه‌ای (یک بخش آن آزمایشی است و تصحیح نمی‌شود) و یک بخش مقاله‌نویسی (آن هم تصحیح نمی‌شود) می‌شود. استدلال منطقی (دو قسمت)، درک مطلب، استدلال تحلیلی و بخش متغیر بدون امتیاز پنج بخش چندگزینه‌ای را تشکیل می‌دهند. نمرات خام بدست آمده از این آزمون به امتیازاتی بین ۱۲۰ تا ۱۸۰ تبدیل می‌شود که میانگین آنها ۱۵۰ است. هنگامیکه که داوطلبان برای ورود به دانشکده‌های حقوق اقدام می‌کنند، تمام امتیازات آنها در آزمون‌های ۵ سال گذشته گزارش داده می‌شود و بالاترین امتیاز آنها در فرم درخواست استفاده می‌شود. داوطلبان شرکت‌کننده در آزمون می‌توانند تا ۶ روز پس از برگزاری آزمون، از اعلام امتیازات خود به دانشگاه انصراف دهند؛ در این حالت شورای پذیرش به مدارس حقوق گزارش خواهد داد که داوطلب در آزمون ثبت نام کرده و آزمون برای او برگزار شده‌است، اما گزارشی از نمرات منتشر نخواهد شد.